# Lipolist
Lipolist (izvirno srbsko Липолист) je naselje v Srbiji, ki upravno spada pod Mesto Šabac; slednja pa je del Mačvanskega upravnega okraja.
Od Šabca je naselje oddaljeno 23 kilometrov, od Beograda pa 100 kilometrov. V naselju, katerega izvirno (srbsko-cirilično) ime je Pravoslavna cerkev iz 19. stoletja in osnovna šola imenovana »Vojvoda Stepa«. Naselje leži od vznožju gore Cer. Prebivalci se v glavnem ukvarjajo s poljedelstvom in sadjarstvom. Lipolist je znan tudi po festivalu »Dani ruže Lipolista«.

## Demografija
V naselju živi 2077 polnoletnih prebivalcev, pri čemer je njihova povprečna starost 41,8 let (40,4 pri moških in 43,2 pri ženskah). Naselje ima 812 gospodinjstev, pri čemer je povprečno število članov na gospodinjstvo 3,18.
To naselje je, glede na rezultate popisa iz leta 2002, večinoma srbsko, a v času zadnjih treh popisov je opazno zmanjšanje števila prebivalcev.
|  |

| Demografija | Demografija     | Demografija     |
| Leto        | Št. prebivalcev | Št. prebivalcev |
| ----------- | --------------- | --------------- |
|             |                 |                 |
|             |                 |                 |
|             |                 |                 |
|             |                 |                 |
| 1948        | 3147            |                 |
| 1953        | 3393            |                 |
| 1961        | 3414            |                 |
| 1971        | 3357            |                 |
| 1981        | 3212            |                 |
| 1991        | 2955            | 2789            |
| 2002        | 2724            | 2582            |
|             |                 |                 |

| Etnična sestava po popisu iz leta 2002 | Etnična sestava po popisu iz leta 2002 | Etnična sestava po popisu iz leta 2002 | Etnična sestava po popisu iz leta 2002 | Etnična sestava po popisu iz leta 2002 |
| -------------------------------------- | -------------------------------------- | -------------------------------------- | -------------------------------------- | -------------------------------------- |
| Srbi                                   | Srbi                                   |                                        | 2.543                                  | 98,48%                                 |
| Romi                                   | Romi                                   |                                        | 9                                      | 0,34%                                  |
| Hrvati                                 | Hrvati                                 |                                        | 5                                      | 0,19%                                  |
| Madžari                                | Madžari                                |                                        | 2                                      | 0,07%                                  |
| Jugoslovani                            | Jugoslovani                            |                                        | 2                                      | 0,07%                                  |
| Črnogorci                              | Črnogorci                              |                                        | 1                                      | 0,03%                                  |
| Slovenci                               | Slovenci                               |                                        | 1                                      | 0,03%                                  |
| Romuni                                 | Romuni                                 |                                        | 1                                      | 0,03%                                  |
| Makedonci                              | Makedonci                              |                                        | 1                                      | 0,03%                                  |
| Neznano                                | Neznano                                |                                        | 16                                     | 0,61%                                  |